# Famiglia principesca monegasca
La famiglia principesca monegasca è la famiglia estesa del principe sovrano di Monaco; attualmente l'intera famiglia discende da Luigi II di Monaco. La famiglia è diventata nota al mondo intero a seguito del matrimonio del principe Ranieri con l'attrice statunitense Grace Kelly. La residenza ufficiale è il palazzo dei Principi di Monaco.

## Membri attuali
I membri ufficiali della famiglia principesca sono:
- principe Alberto II, principe sovrano di Monaco, unico figlio maschio del principe Ranieri III e di sua moglie, la principessa Grace;
- principessa Charlene, principessa consorte di Monaco, moglie del principe Alberto II;
  - principe Jacques, principe ereditario di Monaco, marchese di Baux, figlio del principe Alberto II;
  - principessa Gabriella, contessa di Carladès, figlia del principe Alberto II;
- principessa Carolina, principessa consorte di Hannover, sorella maggiore del principe Alberto II;
- principessa Stéphanie, sorella minore del principe Alberto II;

## Famiglia estesa
Non sono considerati ufficialmente membri della famiglia principesca, ma parte della famiglia estesa del Principe Sovrano:
- principe Ernesto Augusto di Hannover, terzo ed attuale marito della principessa Carolina;
  - Andrea Casiraghi, figlio maggiore della principessa Carolina e del suo secondo marito, Stefano Casiraghi;
  - Tatiana Santo Domingo Casiraghi, nuora della principessa Carolina, moglie di Andrea Casiraghi;
    - Alexandre (Sacha) Casiraghi, nipote della principessa Carolina, figlio maggiore di Andrea Casiraghi e di sua moglie Tatiana;
    - India Casiraghi, nipote della principessa Carolina, figlia di Andrea Casiraghi e di sua moglie Tatiana;
    - Maximilian Casiraghi, nipote della principessa Carolina, figlio minore di Andrea Casiraghi e di sua moglie Tatiana;

  - Charlotte Casiraghi Rassam, figlia della principessa Carolina e del suo secondo marito, Stefano Casiraghi;
  - Dimitri Rassam, genero della principessa Carolina, marito di Charlotte Casiraghi;
    - Raphaël Elmaleh, nipote della principessa Carolina, figlio di Charlotte Casiraghi e di Gad Elmaleh;
    - Balthazar Rassam, nipote della principessa Carolina, figlio di Charlotte Casiraghi e di suo marito Dimitri;

  - Pierre Casiraghi, figlio minore della principessa Carolina e del suo secondo marito, Stefano Casiraghi;
  - Beatrice Borromeo Casiraghi, nuora della principessa Carolina, moglie di Pierre Casiraghi;
    - Stefano Casiraghi, nipote della principessa Carolina, primo figlio di Pierre Casiraghi e di sua moglie Beatrice;
    - Francesco Casiraghi, nipote della principessa Carolina, secondo figlio di Pierre Casiraghi e di sua moglie Beatrice;

  - principessa Alexandra di Hannover, figlia della principessa Carolina e del suo terzo marito, principe Ernesto Augusto di Hannover;
  - Louis Ducruet, figlio della principessa Stéphanie e del suo primo marito, Daniel Ducruet;
  - Marie Chevallier Ducruet, nuora della principessa Stéphanie, moglie di Louis Ducruet;
    - Victoire Ducruet, nipote della principessa Stéphanie, prima figlia di Louis Ducruet e di sua moglie Marie;
    - Constance Ducruet, nipote della principessa Stéphanie, seconda figlia di Louis Ducruet e di sua moglie Marie;

  - Pauline Ducruet, figlia della principessa Stéphanie e del suo primo marito, Daniel Ducruet;
  - Camille Gottlieb, figlia della principessa Stéphanie e di Jean Raymond Gottlieb.

Alcuni elenchi includono anche: 
- i figli illegittimi, ma riconosciuti, del principe Alberto II (il principe stesso ha affermato che essi non sono membri della famiglia principesca e non sono inclusi nella linea di successione):
  - Jazmin Grace Grimaldi, figlia di Tamara Rotolo;
  - Alexandre Coste Grimaldi, figlio di Nicole Coste;
- i figliastri della principessa Carolina, figli del principe Ernesto Augusto di Hannover e della sua prima moglie Chantal, nata Hochuli:
  - principe Ernst August di Hannover;
  - principe Christian di Hannover.

## Altri membri
I seguenti membri della famiglia estesa del Principe di Monaco sono discendenti della defunta principessa Antonietta di Monaco, baronessa de Massy, sorella del principe Ranieri III, e non sono in linea di successione al trono monegasco:
- (famiglia di Elisabeth-Anne de Massy, defunta figlia maggiore della principessa Antonietta)
  - barone Jean-Léonard Taubert-Natta de Massy, figlio di Elisabeth-Anne e del primo marito Bernard Alexandre Taubert-Natta;
  - baronessa Suzanne Chrimes Taubert-Natta de Massy, nuora di Elisabeth-Anne, moglie di Jean-Léonard;
    - barone Melchior Taubert-Natta de Massy, nipote di Elisabeth-Anne, figlio di Jean-Léonard e di sua moglie Suzanne;

  - nobile Mélanie-Antoinette Costello de Massy, figlia di Elisabeth-Anne e del secondo marito Nicolai Vladimir Costello;
- barone Christian Louis de Massy, figlio della principessa Antonietta, cugino di Alberto II;
  - baronessa Leticia de Massy, jonkvrouw de Brouwer, figlia di Christian Louis e della prima moglie María Marta Quintana y del Carril;
  - jonkheer Thomas de Brouwer, genero di Christian Louis, marito di Leticia;
    - jonkvrouw Rose de Brouwer, nipote di Christian Louis, figlia di Leticia e Thomas;
    - jonkheer Sylvestre de Brouwer, nipote di Christian Louis, figlio di Leticia e Thomas;

  - Brice Souleyman Gelabale de Massy, figlio adottato di Christian Louis, figlio naturale della sua quarta moglie Cécile;
  - barone Antoine de Massy, figlio di Christian Louis e della quarta moglie Cécile;
- Leon Leroy, secondo marito vedovo di Christine Alix de Massy, defunta figlia minore della principessa Antonietta; 
  - Keith Sébastien Knecht de Massy, figlio di Christine Alix e del primo marito Charles Wayne Knecht;
  - Donatella Dugaginy Knecht de Massy, nuora di Christine Alix, moglie di Keith;
    - Christine Knecht de Massy, nipote di Christine Alix, prima figlia di Keith e Donatella;
    - Alexia Knecht de Massy, nipote di Christine Alix, seconda figlia di Keith e Donatella;
    - Vittoria Knecht de Massy, nipote di Christine Alix, terza figlia di Keith e Donatella;
    - Andrea Knecht de Massy, nipote di Christine Alix, figlio di Keith e Donatella;

Sono ex membri della famiglia estesa del principe sovrano:
- Philippe Junot, primo marito della Principessa Carolina (divorziati civilmente con riconoscimento ecclesiastico di nullità);
- Daniel Ducruet, primo marito della principessa Stéphanie (divorziati);
- Adans Lopez Peres, secondo marito della principessa Stéphanie (divorziati);
- nobile Nicolai Vladimir Costello, secondo marito della baronessa Elisabeth-Anne de Massy (divorziati);
- María Marta Quintana y del Carril, prima moglie del barone Christian Louis de Massy (divorziati);
- Julia Lakschin, terza moglie del barone Christian Louis de Massy (divorziati);
- Cécile Gelabale, quarta moglie del barone Christian Louis de Massy (divorziati);
- Charles Wayne Knecht, primo marito della baronessa Christine Alix de Massy (divorziati) e secondo cugino della principessa Grace.

## Membri deceduti
I seguenti sono membri ed ex-membri deceduti della famiglia principesca e della famiglia estesa del Principe Sovrano di Monaco: 
- principe Luigi II, Principe Sovrano di Monaco, bisnonno dell'attuale sovrano principe Alberto II;
- principessa Ghislaine, Principessa Vedova di Monaco, moglie del principe Luigi II;
- Marie-Juliette Louvet, bisnonna dell'attuale sovrano principe Alberto II, madre della principessa Charlotte;
  - principessa Charlotte di Monaco, duchessa di Valentinois, nonna paterna del principe Alberto II;
  - principe Pierre di Monaco, duca di Valentinois, conte di Polignac, nonno paterno del principe Alberto II;
    - principe Ranieri III, Principe Sovrano di Monaco, padre dell'attuale sovrano principe Alberto II;
    - principessa Grace, Principessa Consorte di Monaco, moglie del principe Ranieri III e madre dell'attuale sovrano principe Alberto II, attrice statunitense e vincitrice di un premio Oscar;
      - Stefano Casiraghi, secondo marito della principessa Carolina e padre dei suoi tre figli maggiori;

    - principessa Antonietta di Monaco, baronessa de Massy, sorella maggiore del principe Ranieri III e figlia della principessa Charlotte e del principe Pierre de Polignac;
    - Alexandre-Athenase Noghès, primo marito della principessa Antonietta e padre dei suoi tre figli (divorziati);
    - Jean-Charles Rey, secondo marito della principessa Antonietta (divorziati);
    - John Gilpin, terzo marito della principessa Antonietta, morto poche settimane dopo il loro matrimonio;
      - baronessa Elisabeth-Anne de Massy, prima figlia della principessa Antonietta, cugina di Alberto II;
      - barone Bernard Alexandre Taubert-Natta, genero della principessa Antonietta, primo marito di Elisabeth-Anne (divorziati);
      - Anne Michelle Lütken de Massy, nuora della principessa Antonietta, seconda moglie di Christian Louis (divorziati);
      - baronessa Christine Alix de Massy, terza figlia della principessa Antonietta, cugina di Alberto II.